# Partij Suriname
De Partij Suriname (PS) was een Surinaamse politieke partij. 
Wim Bos Verschuur was in 1942 verkozen tot lid van de Staten van Suriname en na de invoering van het algemeen kiesrecht werd hij in 1949 als kandidaat van de Nationale Partij Suriname (NPS) herkozen werd tot Statenlid. Bij de Hospitaalkwestie kwam hij in conflict met zijn partij waarop hij de NPS verliet.
In december 1952 was Bos Verschuur (mede)oprichter van de Partij Suriname die als partijdevies kreeg: orde, rust en organisatie. Bij de parlementsverkiezingen van 1955 deed PS mee als onderdeel van het Eenheidsfront (EF) dat verder bestond uit de katholieke Progressieve Surinaamse Volkspartij (PSV) en de Surinaamse Democratische Partij (SDP). Deze laatste was eveneens ontstaan na een conflict binnen de NPS. Bij die verkiezingen behaalde dat samenwerkingsverband 11 van de 21 zetels terwijl de NPS terugging van 13 naar 2 zetels. Er kwamen drie PS'ers in de Staten van Suriname: J.J. Emanuelson, G.A. Kort en H.A.L. Lamur. Bovendien waren twee ministers in het kabinet-Ferrier van de PS: E.J. de Veer (Economische Zaken) en J.G. Kuiperbak (Openbare Werken en Verkeer). Een jaar later stapte de PSV uit het EF maar de drie PSV-statenleden waren het daar niet mee eens en gingen verder als de Surinaamse Volkspartij (SVP).
Bij de verkiezingen van 1958 behaalde het Eenheidsfront (intussen bestaande uit PS, SDP en SVP) geen enkele zetel. Van die drie partijen namen in 1963 alleen SDP en SVP (als onderdeel van Actiefront) deel aan de verkiezingen.